# Nelasiorhynchites praeustus
Nelasiorhynchites praeustus is een keversoort uit de familie Rhynchitidae. De wetenschappelijke naam van de soort is voor het eerst geldig gepubliceerd in 1845 door Carl Henrik Boheman.